# Енергетичне право
Енергетичне право — система правових норм, що регулюють суспільні відносини, що складаються в зв'язку з виробництвом, перетворенням, передачею, реалізацією, використанням та збереженням різних видів енергетичних ресурсів, а також із забезпеченням енергетичної безпеки.
Предметом правового регулювання є суспільні відносини, що складаються в галузі енергетики, що є однією зі сфер економіки будь-якої сучасної держави, а також суспільні відносини, пов'язані з екологічними вимогами, інвестиціями в енергетику, антимонопольними заходами, заходами забезпечення безпеки на енергетичних об'єктах і заходами енергетичної безпеки.
Методами правового регулювання є імперативний метод і диспозитивний метод.